# Херманс, Виллем Фредерик
Виллем Фредерик Германс (нидерл. Willem Frederik Hermans; 1 сентября 1921, Амстердам — 27 апреля 1995, Утрехт) — нидерландский писатель, один из самых важных в послевоенной литературе страны (вместе с Харри Мулишем и Герардом Реве). Его наследие включает романы, эссе, а также философские и научные работы.

## Творчество
Стиль Германса весьма мрачен и склонен к экзистенциализму, и отличается необычно короткими для нидерландской литературы предложениями. На него весьма повлияли Вторая мировая война и немецкая оккупация Нидерландов с 1940 до 1945, и действие романов «Слёзы акаций» и «Тёмная комната Дамокла» происходит во время войны. Даже более оптимистичные произведения («Между профессорами» и «Нянька») отличаются странным экзистенциальным стилем.
В 1958 году Германс был назначен доцентом физической географии в Университете Гронингена. В 1973 году он ушёл в отставку и поселился в Париже, чтобы посвятить всё своё время литературной работе. В романе «Между профессорами» (1975) он дал горькое и сатирическое описание университетской жизни в Гронингене. Это «роман с ключом», который был полностью написан на пустой стороне университетских бумаг, чтобы, по словам главного героя, «сделать что-то полезное с дорогой бумагой, которая обычно исчезает в мусорнице, засоряя окружающую среду». После этого университет обязал своих сотрудников использовать обе стороны бумаги.

## Признание
Нидерландская литературная премия (1977).